# Malá Hradná
Malá Hradná (ungarisch Kisradna – bis 1907 Kisgradna) ist eine Gemeinde im Westen der Slowakei mit 407 Einwohnern (Stand 31. Dezember 2024), die zum Okres Bánovce nad Bebravou, einem Teil des Trenčiansky kraj, gehört.

## Geographie
Die Gemeinde befindet sich im nordwestlichen Teil des Hügellands Nitrianska pahorkatina innerhalb des slowakischen Donautieflands, am Mittellauf von Hradniansky potok. Das Ortszentrum liegt auf einer Höhe von 290 m n.m. und ist 10,5 Kilometer von Bánovce nad Bebravou entfernt.
Nachbargemeinden sind Svinná im Norden, Dežerice im Osten, Ruskovce im Südosten, Veľké Držkovce im Süden, Dubodiel im Westen und Veľká Hradná im Nordwesten.

## Geschichte
Malá Hradná wurde zum ersten Mal 1329 als Garadna Superior schriftlich erwähnt, zusammen mit der nahestehenden Burg Garadna. Der Ort war zuerst Besitz der niederadeligen Familie Pogan, später war er Bestandteil des Herrschaftsguts von Trentschin. 1598 standen im Dorf 11 Häuser, 1787 hatte die Ortschaft 31 Häuser, 46 Familien und 274 Einwohner. 1828 zählte man 32 Häuser und 218 Einwohner, die als Landwirte und Obstbauern beschäftigt waren.
Bis 1918 gehörte der im Komitat Trentschin liegende Ort zum Königreich Ungarn und kam danach zur Tschechoslowakei beziehungsweise heute Slowakei. In der Zeit der ersten tschechoslowakischen Republik blieb Landwirtschaft weiterhin die Haupteinnahmequelle, dazu waren Stickerei und Weberei verbreitet.

## Bevölkerung
| Jahr                | 1994 | 2004    | 2014    | 2024     |
| ------------------- | ---- | ------- | ------- | -------- |
| Anzahl der Personen | 422  | 387     | 364     | 407      |
| Unterschied         |      | −8,29 % | −5,94 % | +11,81 % |

| Jahr                | 2023 | 2024    |
| ------------------- | ---- | ------- |
| Anzahl der Personen | 408  | 407     |
| Unterschied         |      | −0,24 % |

Nach der Volkszählung 2011 wohnten in Malá Hradná 370 Einwohner, davon 339 Slowaken und ein Tscheche. 30 Einwohner machten keine Angabe zur Ethnie.
319 Einwohner bekannten sich zur römisch-katholischen Kirche, 16 Einwohner zur Evangelischen Kirche A. B. und ein Einwohner zur evangelisch-methodistischen Kirche. Vier Einwohner waren konfessionslos und bei 30 Einwohnern wurde die Konfession nicht ermittelt.

## Bauwerke und Denkmäler
- römisch-katholische Kirche aus der ? Hälfte des 13. Jahrhunderts, im 18. Jahrhundert erweitert und barockisiert